# Glypta epinotiae
Glypta epinotiae là một loài tò vò trong họ Ichneumonidae.